# Волінський національний парк

лого парку

Волі́нський національний парк (пол. Woliński Park Narodowy) — національний парк в Польщі, що знаходиться на острові Волін у Західнопоморському воєводстві. Був заснований у 1960 році.
До Волінського національного парку також належить частина Поморської бухти та Щецинської затоки. Узбережжя парку має скелі 95 метрів заввишки.
У парку знаходяться багато видів рідкісних рослин. 
Водяться зубри, лисиці, борсуки та інші тварини.

## Посилання

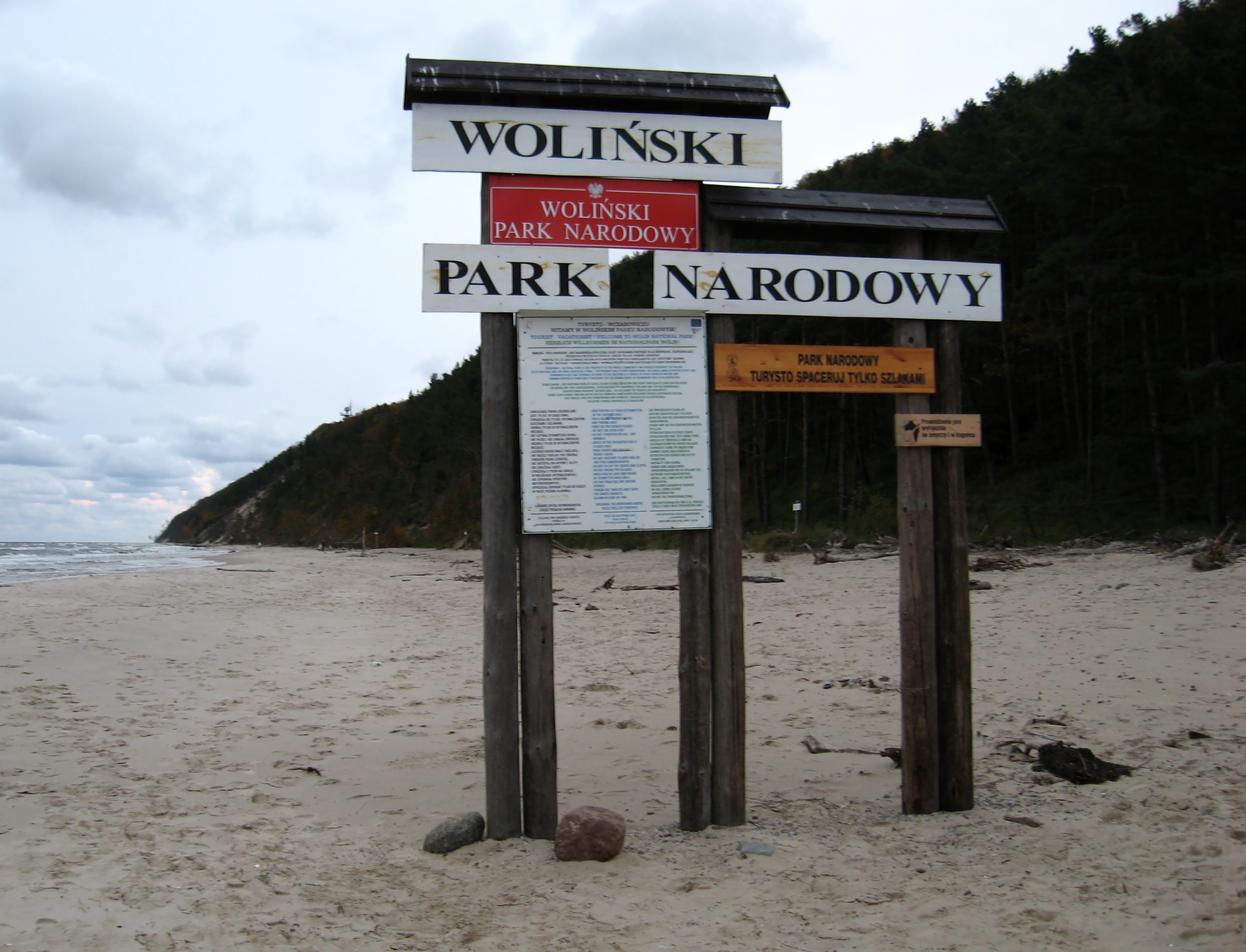
вхід до Волінського національного парку на пляжі біля Мендзиздроє